# 緒方五千石祭
緒方五千石祭（おがたごぜんごくまつり）は、大分県豊後大野市緒方町で毎年秋分の日に開催されている祭である。
農作物の収穫を祝って行われてきた緒方地区の15社の神社の秋祭りを連合祭として行うもので、豊後大野市立緒方小学校の校庭で行われる。祭りでは、各社の神輿が集結する。また、各社の獅子太鼓、獅子舞、白熊（はぐま）練りが演じられ、大分県指定無形民俗文化財の御嶽流緒方神楽や、大分県選択無形民俗文化財の千盆搗も奉納される。
2016年で第48回を数える予定であった祭りであるが、2016年は雨天のため中止となっている。